# Keňský šilink
Keňský šilink (svahilsky shilingi ya Kenya, anglicky Kenyan shilling) je měnová jednotka Keni. Dělí se na 100 centů. 

## Dějiny
Keňský šilink nahradil v roce 1966 východoafrický šilink v poměru 1:1. 

### Mince

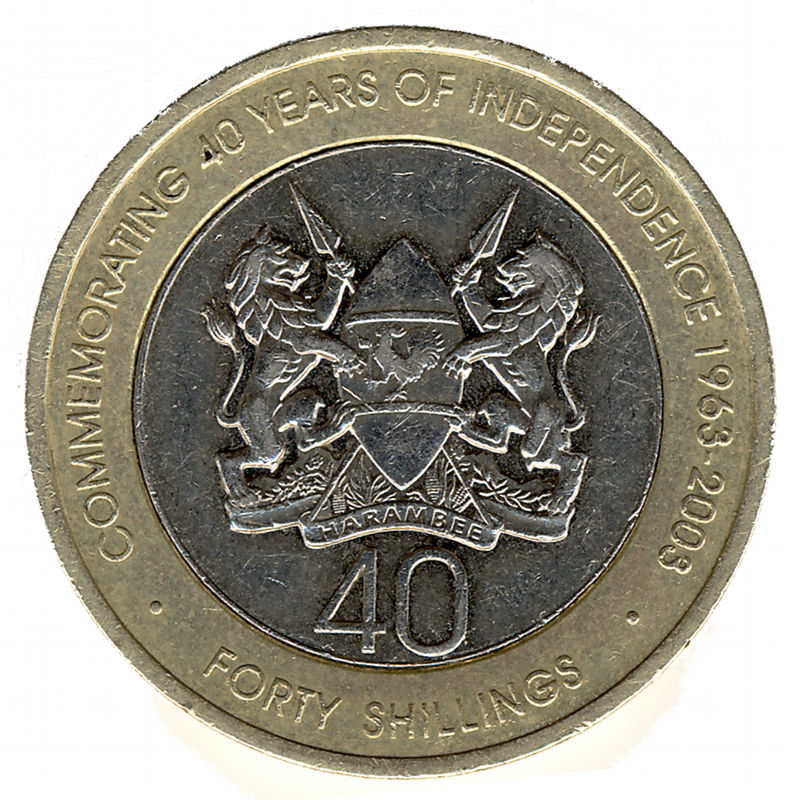
Čtyřicetišilinková keňská mince vydaná u příležitosti 40. výročí nezávislosti Keňské republiky

První mince byly vydány v roce 1966 v hodnotách 5, 10, 25 a 50 centů a 1 a 2 šilinky; po roce 1969 (s výjimkou ražby z roku 1973) nebyly 25centové mince nebyly dále raženy. Dvoušilinkové mince byly naposledy vyraženy v roce 1971 (s výjimkou ražby z roku 1973). V letech 1973 a 1985 byly vyraženy pětišilinkové mince, v roce 1994 následovalo 10 šilinků a v roce 1998 20 šilinků. 
V letech 1967 až 1978 se na líci všech keňských mincí původně objevil portrét prvního keňského prezidenta Jomo Kenyatty. V roce 1980 nahradil Kenyattu portrét Daniela arap Moie až do roku 2005, kdy centrální banka představila novou sérii, která obnovila portrét Kenyatty. Mince 50 centů a 1 šilink jsou z nerezové oceli a mince vyšších hodnot – 5, 10 a 20 šilinků jsou bimetalové.
Mezitím byla v roce 2003 vydána bimetalická čtyřicetišilinková mince s portrétem tehdejšího prezidenta Mwai Kibakiho na památku 40. výročí nezávislosti (1963 – 2003). Od roku 2010 je v odstavci 231(4) keňské ústavy uvedeno: „Bankovky a mince vydané centrální bankou Keni mohou nést motivy, které zobrazují nebo symbolizují Keňu nebo její aspekt, ale nemohou nést portrét žádného jednotlivce.“ Vydání nových bankovek a mincí, aby vyhověly totuto ustanovení, bylo naplánováno na rok 2018. Dne 11. prosince 2018 byla vydána nová sada mincí v nominálních hodnotách 1, 5, 10 a 20 šilinků. Všechny mince nesou na lícní straně keňský státní znak a na rubové straně vyobrazení afrických. Nová emise mincí je navržena tak, aby byla rozpoznatelná zrakově postiženými.

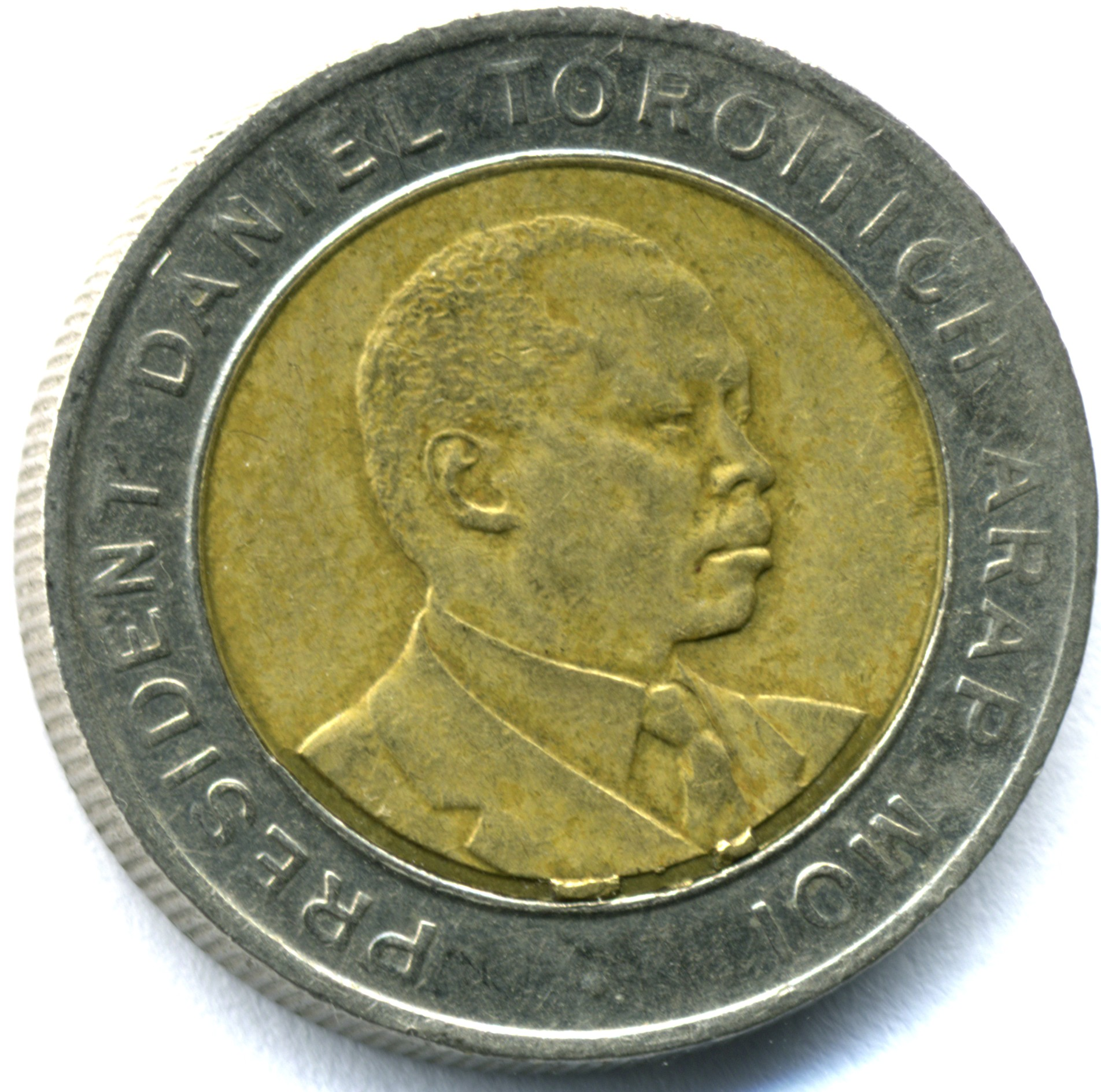
5 šilinků - líc
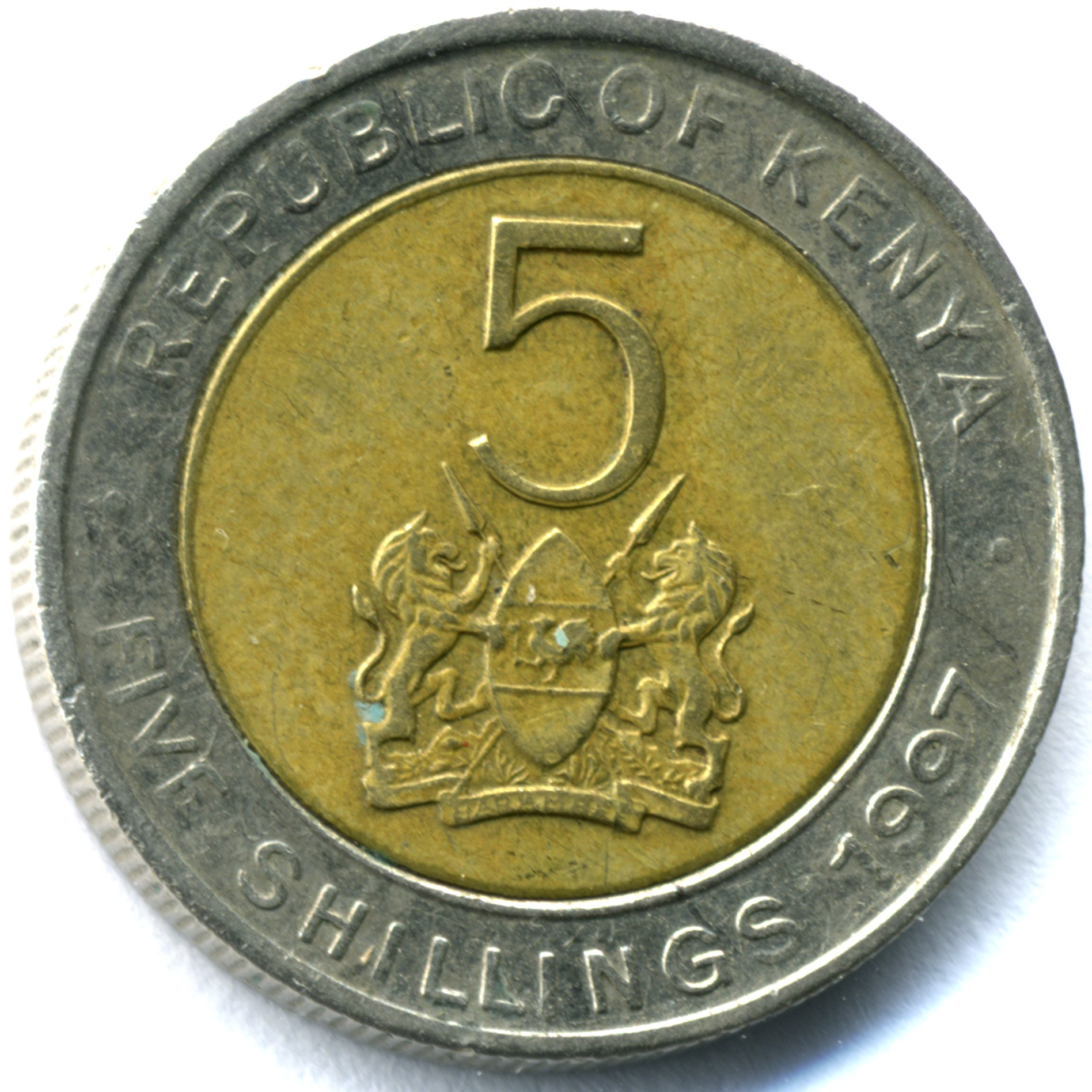
5 šilinků - rub
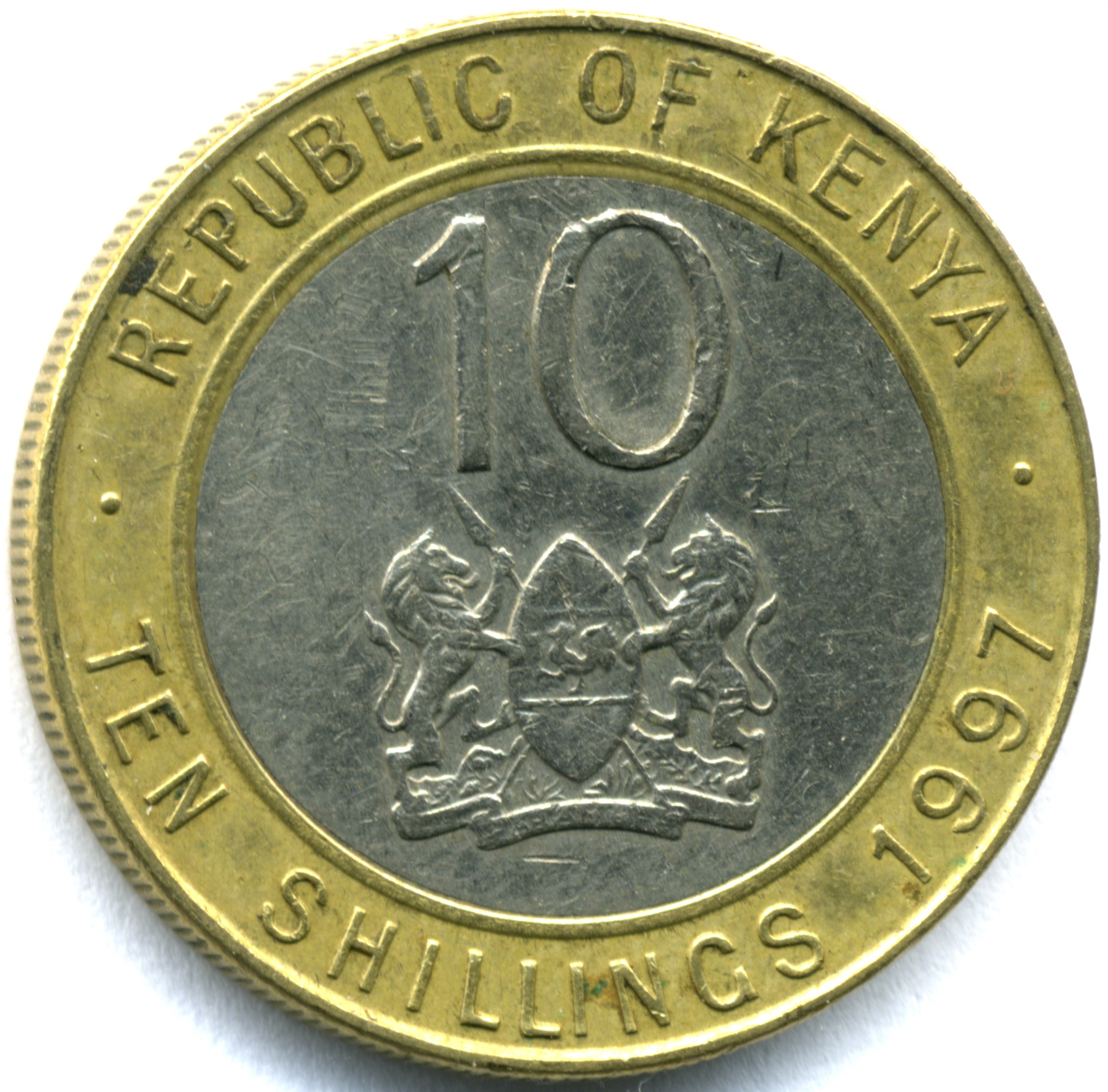
10 šilinků
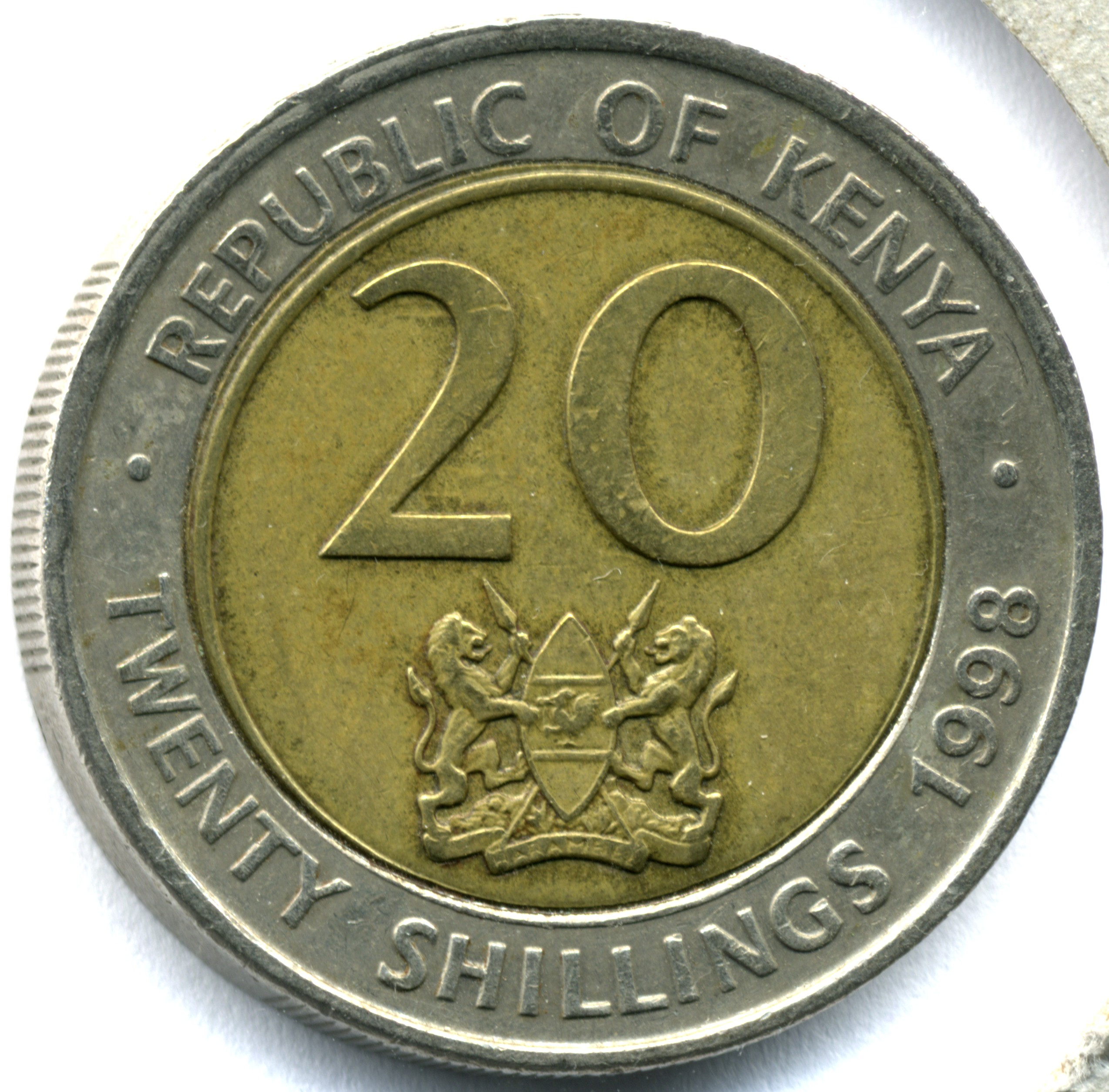
20 šilinků

### Bankovky
14. září 1966 keňský šilink nahradil v poměru 1:1 východoafrický šilink, který byl odstraněn z oběhu až v roce 1969. Keňská centrální banka vydala bankovky v hodnotách 5, 10, 20, 50 a 100 šilinků. Všechny bankovky nesou na přední straně  portrét prvního keňského premiéra a prezidenta Jomo Kenyatty a  na zadní straně vyobrazení různých hospodářských činností.
V roce 1985 byla  pětišilinková bankovka nahrazena mincí, stejně jako 10 a 20 šilinků v letech 1994 a 1998. V roce 1986 byla zavedena 200šilinková bankovka, následována 500šilinkovou v roce 1988 a 1 000šilinkovou v roce 1994. 
Stejně jako u mincí se na bankovkách vydávaných do roku 1978 objevil Kenyatta, přičemž jej v roce 1980 nahradil portrét Daniela arap Moie. V roce 2003 poté, co Mwai Kibaki nahradil Moie v prezidentské funkci, byla uvedena do oběhu série bankovek z roku 1978 s Kenyattovým portrétem o hodnotách 5, 10 a 20 šilinků, která byla v mezidobí zadržována ve skladu a poté byla v oběhu po jistou dobu. Následně byla vydána nová sada bankovek s Kenyattou v hodnotách 50, 100, 200, 500 a 1000 šilinků. Vydání 200 šilinkových bankovek ze dne 12. prosince 2003 připomíná „40 let nezávislosti 1963 – 2003“. Bankovky tiskne tiskárna De La Rue v Nairobi. 
31. května 2019 vydala Keňská centrální banka novou sadu bankovek bez portrétů známých keňských jednotlivců, jak je stanoveno v kenské ústavě z roku 2010. Zároveň keňská centrální banka stáhla všechny předchozí verze bankovek 1 000 šilinků, kterp pozbyly   platnosti po 1. říjnu 2019. Všechny bankovky pro tuto sérii mají jednotný vzhled lícové strany, na které je vyobrazeno Mezinárodního kongresové centrum J. Kenyatty a na rubové straně jsou znázorněno bohatství lidu a přírody Keni: „Zelená energie“ ( 50 šilinků, „Zemědělství“ (100 šilinků), „Sociální služby“ (200 šilinků), „Turistika“ (500 šilinků) a „Správa“ (1 000 šilinků). Na každé z pěti hodnot figuruje také jednoo z pěti velkých afrických zvířat: buvol (50 šilinků), leopard (100 šilinků), nosorožec (200 šilinků), lev (500 šilinků) a slon (1 000 šilinků).

## Směnný kurz
Směnný kurz keňského šilinku dramaticky propadl v polovině roku 2011, z přibližně 83 šilinků za americký dolar na závěrečných 100 šilinků na americký dolar na konci roku 2011 a na 105 šilinků v září 2015. Keňská centrální banka posunula svůj cíl, aby zpřísnila likviditu, včetně zvýšení úrokových sazeb a operací na peněžním trhu. Očekávaný příliv v důsledku vývozu čaje však dne 31. ledna 2012 zvýšil směnný kurz na přibližně 84 šilinků za americký dolar.

## Symbol

Návrh symbolu pro keňský šilink

Keňský šilink se používá od svého založení bez jakéhokoli symbolického grafického znázornění. V roce 2013 byl svobodným umělcem navržen koncept symbolu. Keňská veřejnost přijala myšlenku, že  místní měna, která existuje již od roku 1966, bude konečně mít svůj vlastní symbol, celkem pozitivně. Navrhovaný symbol používá velké písmeno „K“ představující Keňu s kombinací dvou rovnoběžných čar, představujích symbol „=“. Aritmeticky jde o znak rovnosti funkcí, která ukazuje vyvážené vztahy mezi položkami stejné hodnoty – vztah, který tvoří základ peněz jako prostředek směny. Tato rovnost „potvrzuje“ stabilitu šilinku. 